# Amaxia bella
Amaxia bella är en fjärilsart som beskrevs av William Schaus 1905. Amaxia bella ingår i släktet Amaxia och familjen björnspinnare. Inga underarter finns listade i Catalogue of Life.